# Steinkiste auf dem Col de la Creu del Principi
Die Steinkiste auf dem Col de la Creu del Principi befindet sich in Albanyà, einer kleinen katalanischen Gemeinde in der Provinz Girona im Nordosten Spaniens und wurde 1986 entdeckt. Sie wird bereits 947 in der Weiheakte der Kapelle Sant Julia de Ribelles im Westen der Sierra de L’Albera erwähnt. Die Megalithanlage befindet sich 1020 Meter über dem Meeresspiegel und ist die einzige in der Alta Garrotxa in den Pyrenäen.
Die fünfeckige Steinkiste liegt auf einem Kalksteinhügel. Die Kalksteinplatten haben eine Größe von etwa 110 × 85 × 75 cm. Drei davon sind in Nuten im natürlichen Felsen fixiert. Die Anlage war von einem Erdhügel bedeckt, der von einem Steinkranz von mehr als sieben Meter Durchmesser begrenzt war. Die Grabarchitektur kann in die mittleren Jungsteinzeit (3500–2700 v. Chr.) datiert werden.
Die Menschen, die die Steinkiste auf dem Creu de Principi erbauten, praktizierten Landwirtschaft und Viehhaltung. Anhand von Funden unter Abris und in der „Grotte de la Pólvora“ glauben die Archäologen an eine saisonale Präsenz ihrer Gruppen in dieser für den Bau von Steinkisten ungewöhnlichen Höhe.